# RAF-groep nr. 10
RAF-groep nr. 10 (Engels: No. 10 Group RAF) was een vliegtuigformatie van de Royal Air Force tijdens de Tweede Wereldoorlog.

## Geschiedenis
RAF-groep nr. 10 werd op 1 april 1918 in Sector 2 opgericht. Op 8 mei 1918 werd de groep overgeheveld naar de Sector Zuidwest. In 1919 werd zij overgeplaatst naar de Sector Kust, waar ze tot haar opheffing op 18 januari 1932 bleef.
RAF-groep nr. 10 werd op 1 juni 1940 binnen Fighter Command heropgericht. Het gebied van de groep omvatte het zuidwesten van Engeland. Het stond onder bevel van Air Vice Marshal Sir Quintin Brand. RAF-groep nr. 10 ondersteunde RAF-groep nr. 11 tijdens de Slag om Engeland door luchtsteun en piloten te leveren. 
Na de Slag om Engeland werd de groep belast met de bescherming van de konvooien die de Britse eilanden bevoorraden. RAF-groep nr. 10 werd op 2 mei 1945 samengesmolten met de RAF-groep nr. 11.

## Bevelhebbers
RAF-groep nr. 10 had de volgende bevelhebbers.

### 1918 tot 1932
- Luitenant-kolonel (later kolonel) A W Bigsworth (1 april 1918)
- Group Captain H P Smyth Osbourne (1 augustus 1918)
- Group Captain J L Forbes (27 juli 1921)
- Air Commodore E A D Masterman (1 december 1924)
- Air Commodore T C R Higgins (6 april 1928)
- Air Commodore A W Bigsworth (1 november 1929)
- Wing Commander L C Kemble (vermoedelijk een tijdelijke benoeming) (1 oktober 1931)
- Group Captain (later Air Commodore) N J Gill (1 november 1931)

### 1940 tot 1945
- Air Vice-Marshal Sir Quintin Brand (15 juni 1940)
- Air Vice-Marshal Augustus Orlebar (22 juli 1941)
- Air Vice-Marshal William Dickson (4 november 1942)
- Air Vice-Marshal Charles Steele (5 mei 1943)
- Air Commodore Arthur Vere Harvey, Baron Harvey of Prestbury (3 juni 1944)
- Air Vice-Marshal John Cole-Hamilton (10 juli 1944)
- onbekend (november 1944)